# Thunder in God's Country
Thunder in God's Country è un film del 1951 diretto da George Blair.
È un western statunitense con Rex Allen, Mary Ellen Kay e Buddy Ebsen.

## Produzione
Il film, diretto da George Blair su una sceneggiatura di Arthur E. Orloff, fu prodotto da Melville Tucker, come produttore associato, per la Republic Pictures e girato nell'Iverson Ranch a Chatsworth, Los Angeles, California, dal 12 gennaio a fine gennaio 1951.

## Distribuzione
Il film fu distribuito negli Stati Uniti dall'8 aprile 1951 al cinema dalla Republic Pictures.
Altre distribuzioni:
- nelle Filippine il 1º aprile 1952
- in Brasile (Ardil de Jogador)